# اسواتینی در المپیک
اسواتینی برای اولین بار در بازی‌های المپیک در ۱۹۷۲ (به عنوان سوازیلند) شرکت کرد. آن‌ها در دو دورهٔ بعدی غایب بودند اما در بازی‌های ۱۹۸۴ در لس آنجلس بازگشتند و از آن زمان در تمام بازی‌ها حضور داشته‌اند. آن‌ها همچنین تنها یک بار در بازی‌های المپیک زمستانی در سال ۱۹۹۲ حضور داشتند. در تمام مسابقات، آن‌ها هنوز موفق به کسب مدال نشده‌اند.
اسواتینی از سال ۱۹۷۲ توسط کمیته ملی المپیک و بازی‌های مشترک‌المنافع اسواتینی (که پیشتر کمیتهٔ ملی المپیک و بازی‌های مشترک‌المنافع سوازیلند نام داشت) نمایندگی می‌شود.

## جدول مدال‌ها

### مدال‌ها در بازی‌های تابستانی
| بازی‌ها | ورزشکاران    | طلا | نقره | برنز | مجموع | رتبه |
| ۱۹۷۲   | ۲            | ۰   | ۰    | ۰    | ۰     | –    |
| ۱۹۷۶   | شرکت نکرد    |     |      |      |       |      |
| ۱۹۸۰   | شرکت نکرد    |     |      |      |       |      |
| ۱۹۸۴   | ۸            | ۰   | ۰    | ۰    | ۰     | –    |
| ۱۹۸۸   | ۱۱           | ۰   | ۰    | ۰    | ۰     | –    |
| ۱۹۹۲   | ۶            | ۰   | ۰    | ۰    | ۰     | –    |
| ۱۹۹۶   | ۶            | ۰   | ۰    | ۰    | ۰     | –    |
| ۲۰۰۰   | ۶            | ۰   | ۰    | ۰    | ۰     | –    |
| ۲۰۰۴   | ۳            | ۰   | ۰    | ۰    | ۰     | –    |
| ۲۰۰۸   | ۴            | ۰   | ۰    | ۰    | ۰     | –    |
| ۲۰۱۲   | ۳            | ۰   | ۰    | ۰    | ۰     | –    |
| ۲۰۱۶   | ۲            | ۰   | ۰    | ۰    | ۰     | –    |
| ۲۰۲۰   | ۴            | ۰   | ۰    | ۰    | ۰     | –    |
| ۲۰۲۴   | ۳            | ۰   | ۰    | ۰    | ۰     | –    |
| ۲۰۲۸   | رویداد آینده |     |      |      |       |      |
| ۲۰۳۲   | رویداد آینده |     |      |      |       |      |
| مجموع  | مجموع        | ۰   | ۰    | ۰    | ۰     | –    |

### مدال‌ها در بازی‌های زمستانی
| بازی‌ها | ورزشکاران    | طلا          | نقره         | برنز         | مجموع        | رتبه         |
| ۱۹۹۲   | ۱            | ۰            | ۰            | ۰            | ۰            | –            |
| ۱۹۹۴   | شرکت نکرد    |              |              |              |              |              |
| ۱۹۹۸   | شرکت نکرد    |              |              |              |              |              |
| ۲۰۰۲   | شرکت نکرد    |              |              |              |              |              |
| ۲۰۰۶   | شرکت نکرد    |              |              |              |              |              |
| ۲۰۱۰   | شرکت نکرد    |              |              |              |              |              |
| ۲۰۱۴   | شرکت نکرد    |              |              |              |              |              |
| ۲۰۱۸   | شرکت نکرد    |              |              |              |              |              |
| ۲۰۲۲   | شرکت نکرد    |              |              |              |              |              |
| ۲۰۲۶   | رویداد آینده | رویداد آینده | رویداد آینده | رویداد آینده | رویداد آینده | رویداد آینده |
| مجموع  | مجموع        | ۰            | ۰            | ۰            | ۰            | -            |